# Lukáš Zima
Lukáš Zima (Hradec Králové, 9 de janeiro de 1994) é um futebolista profissional checo que atua como goleiro.

## Carreira
Lukáš Zima começou a carreira no Genoa.